# Rörstrands slott
| Rörstrands slott sett från norr och från söder, 2019. |  | Rörstrands slott sett från norr och från söder, 2019. |
| Rörstrands slott sett från norr och från söder, 2019. |  |                                                       |

Rörstrands slott ligger i hörnet Rörstrandsgatan och Bråvallagatan intill Filadelfiakyrkan i Vasastan i Stockholm. Byggnaden är blåmärkt av Stadsmuseet i Stockholm, vilket innebär "att bebyggelsen bedöms ha synnerligen höga kulturhistoriska värden".

## Historik

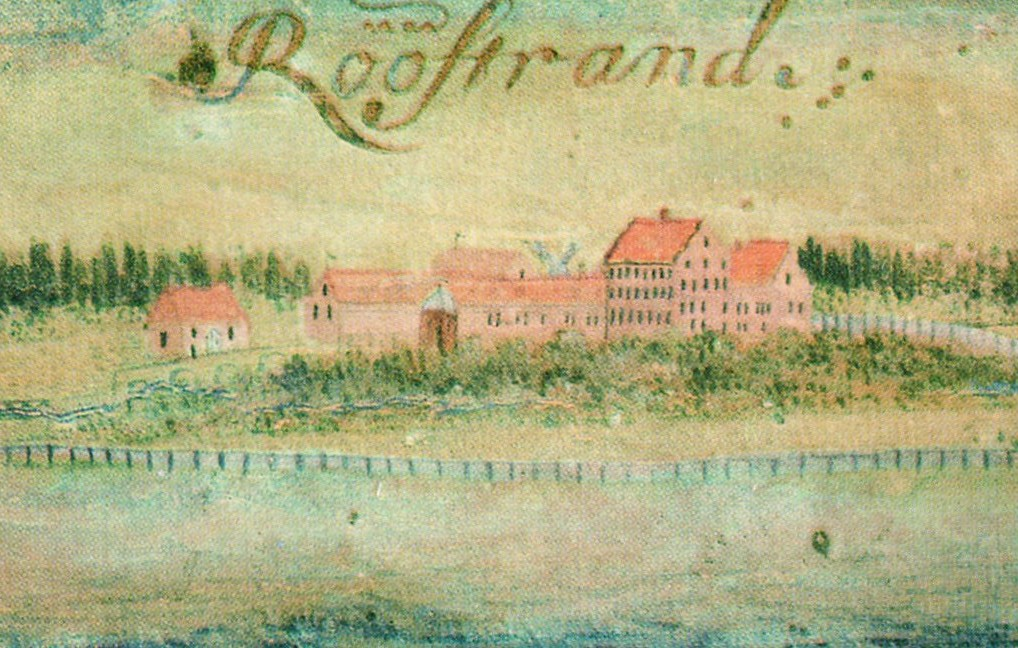
Rörstrand på Gripenhielms karta 1689.

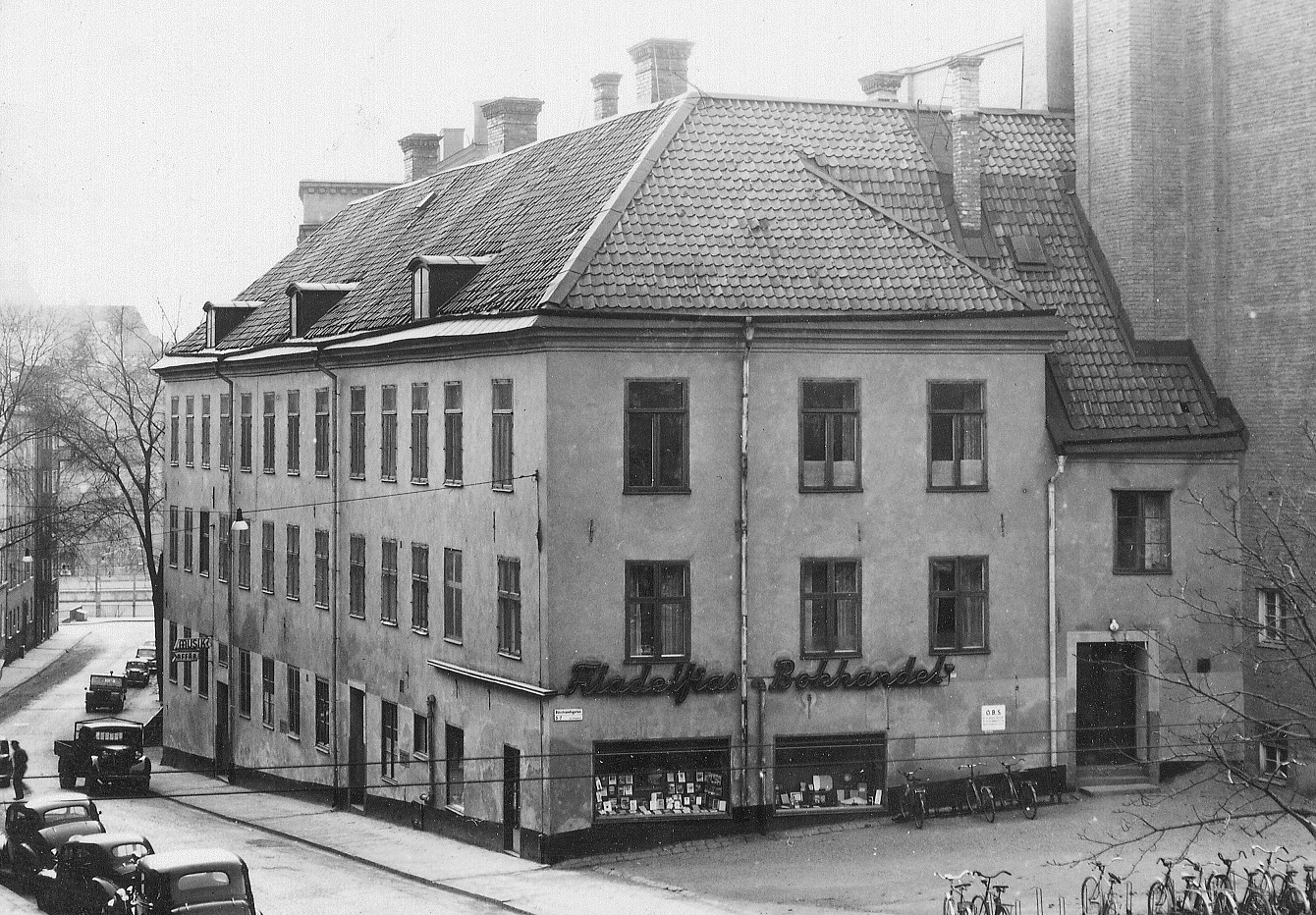
Rörstrands slott 1953.

Rörstrand nämns redan på 1200-talet, då Magnus Ladulås donerade området Rörstrand till Klara kloster. Rörstrands slott, som då hette Stora Rörstrand, var huvudbyggnaden på Rörstrands ägor under den förmögne borgaren Mårten Wewitzers (adlad Rosenstierna) tid. Han skänkte byggnaden till sin gemål, som morgongåva år 1635. 
Drottning Kristina har ägt slottet 1649–1651 och skänkte det till sin frände Karl X Gustav. Drottning Kristina anlade en riddarakademi "såsom den i Paris". Här fick adelns unga utbildning i ridning, fäktning, dans, språk och annat.
Under det stora nordiska kriget användes Rörstrand till att förvara ryska krigsfångar. Under åren 1726–1926 tillverkades porslin på området av Rörstrands Porslinsfabrik och slottet ingick i verksamheten, bland annat som bostad för disponenten. 
Flygelbyggnaderna revs i slutet av 1920-talet när Filadelfiakyrkan uppfördes. Den kvarvarande volymen är sedan dess sammanbyggd med Filadelfiakyrkans östra fasad i hörnet Bråvallagatan / Rörstrandsgatan. Slottet bevarar fortfarande sin 1600-talskaraktär med slätputsade fasader och svartglaserad taktegel. Bland interiören märks några av Rörstrandsfabrikens finaste kakelugnar. I huset finns bland annat Rörstrands Slottscafé.
I juni 2018 beslöt Filadelfiaförsamlingen i Stockholm att Kaggeholms folkhögskola på Helgö (Ekerö kommun) skall flytta till Rörstrands slott. En del ombyggnader och anpassningar behövs i Filadelfiakyrkan för skolans verksamhet i slottet.

## Ritningar
Uppmätningsritningar från 1919–1920. Den kvarvarande byggnadsdelen ligger inom den röda markeringen.

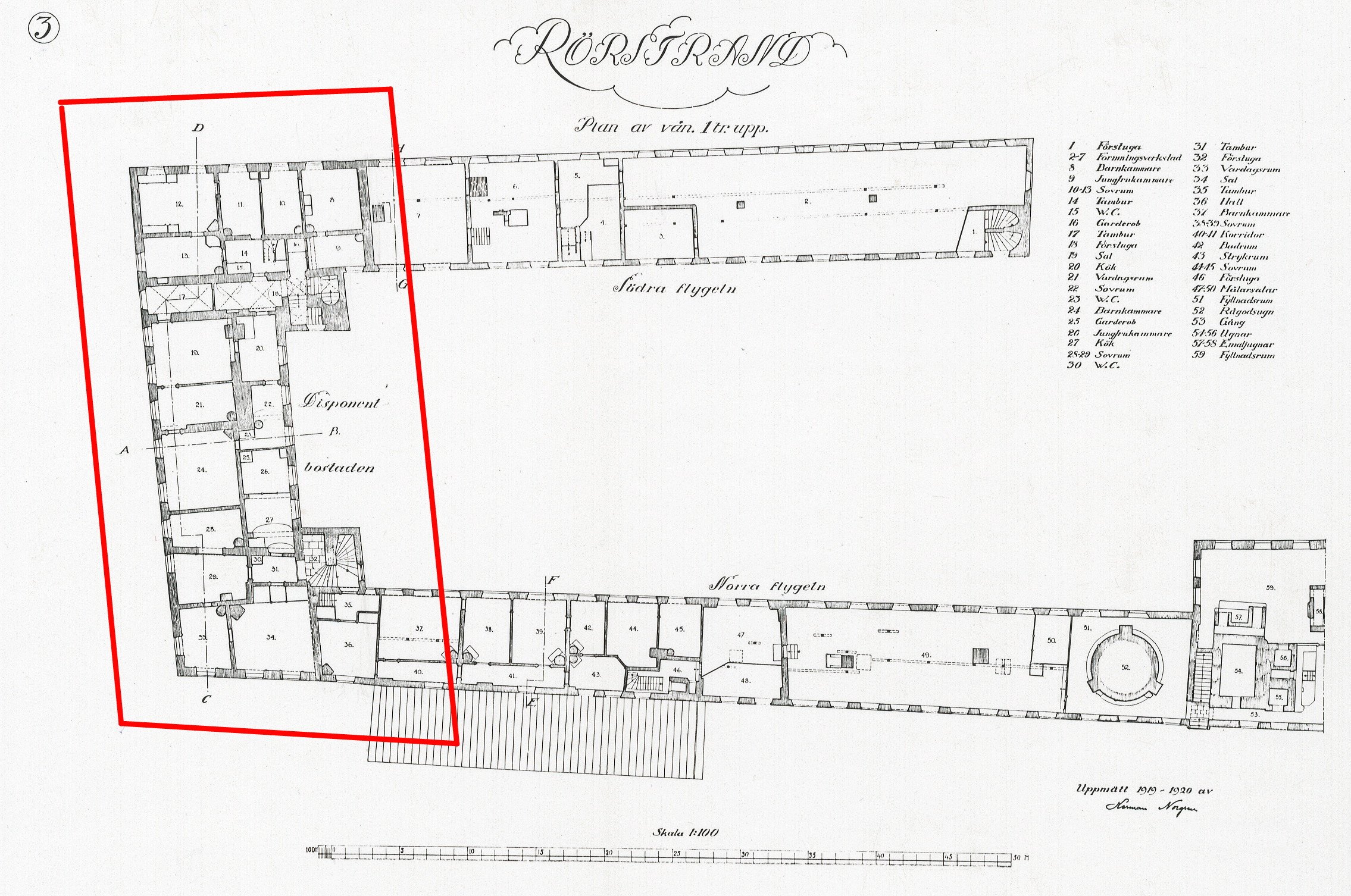
Plan våning 1 trappa.
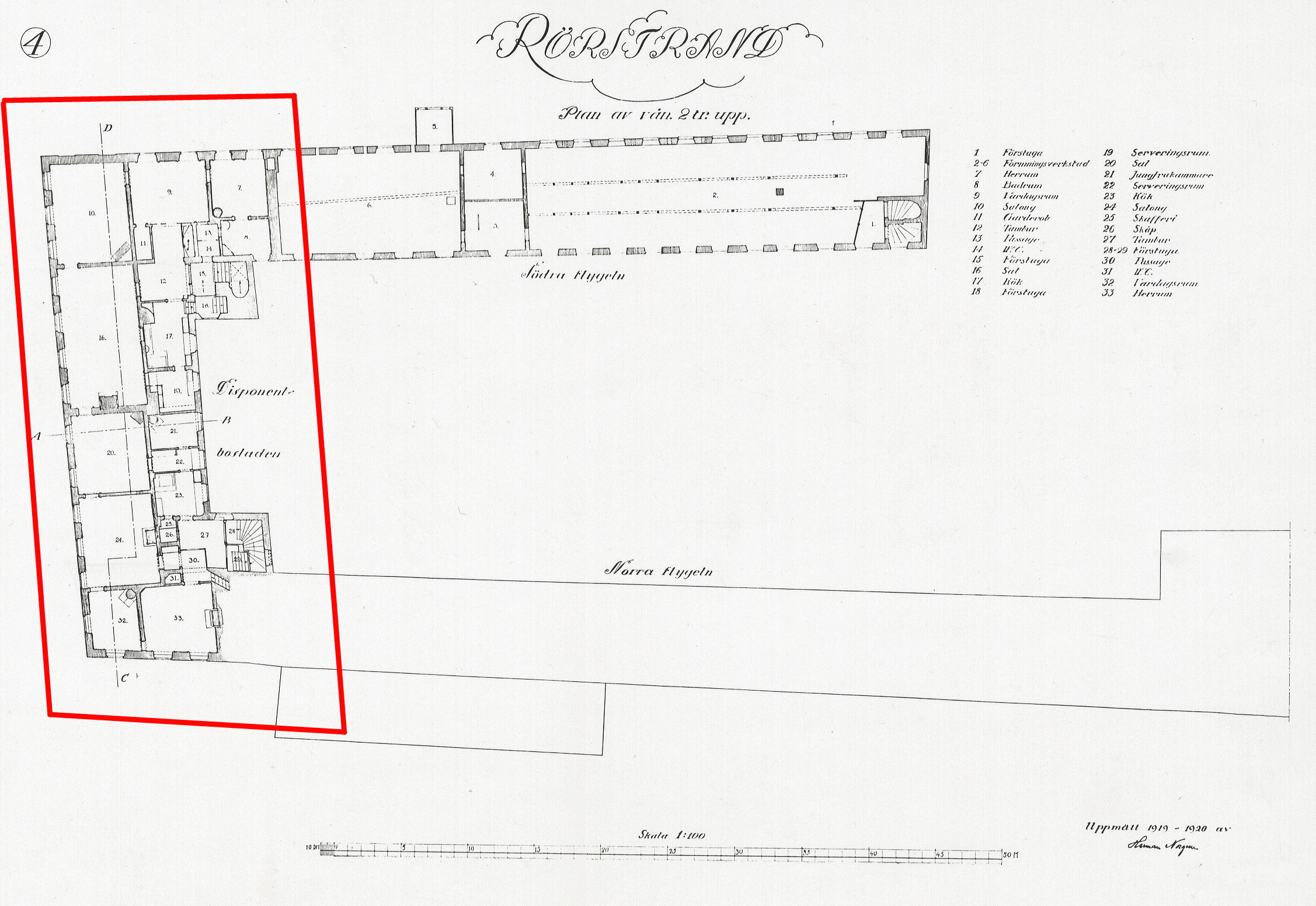
Plan våning 2 trappor.